# Forte Strino
(Douglas William Freshfield, alpinista ed esploratore inglese, il 24 agosto 1864)
Il forte Strino (in tedesco Werk Strino) è un forte austro-ungarico, appartenente al grande sistema di fortificazioni austriache al confine italiano (Subrayon II - "Sbarramento Tonale"), che si trova presso il passo del Tonale, nel territorio comunale di Vermiglio, in Trentino. Fu il primo dei forti costruiti nell'alta val Vermiglio, e attualmente ospita una mostra dedicata alla "Grande Guerra" ed una mostra d'arte contemporanea.
Il forte fa parte della Rete Trentino Grande Guerra.

## Storia

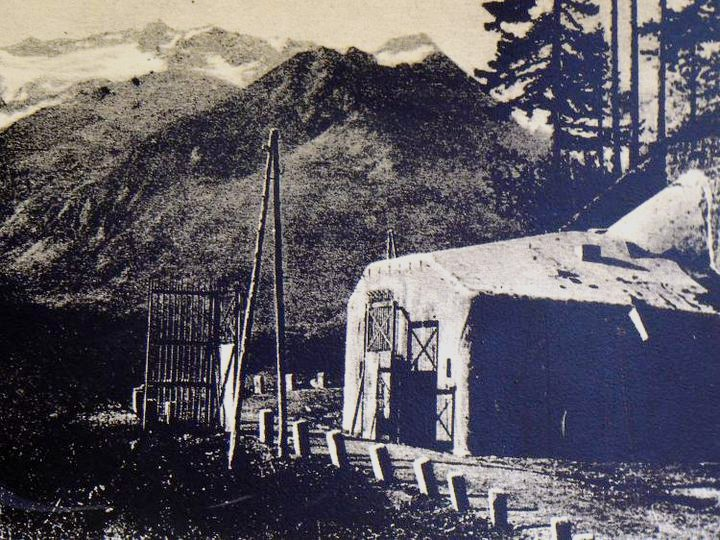
La tagliata stradale di forte Strino

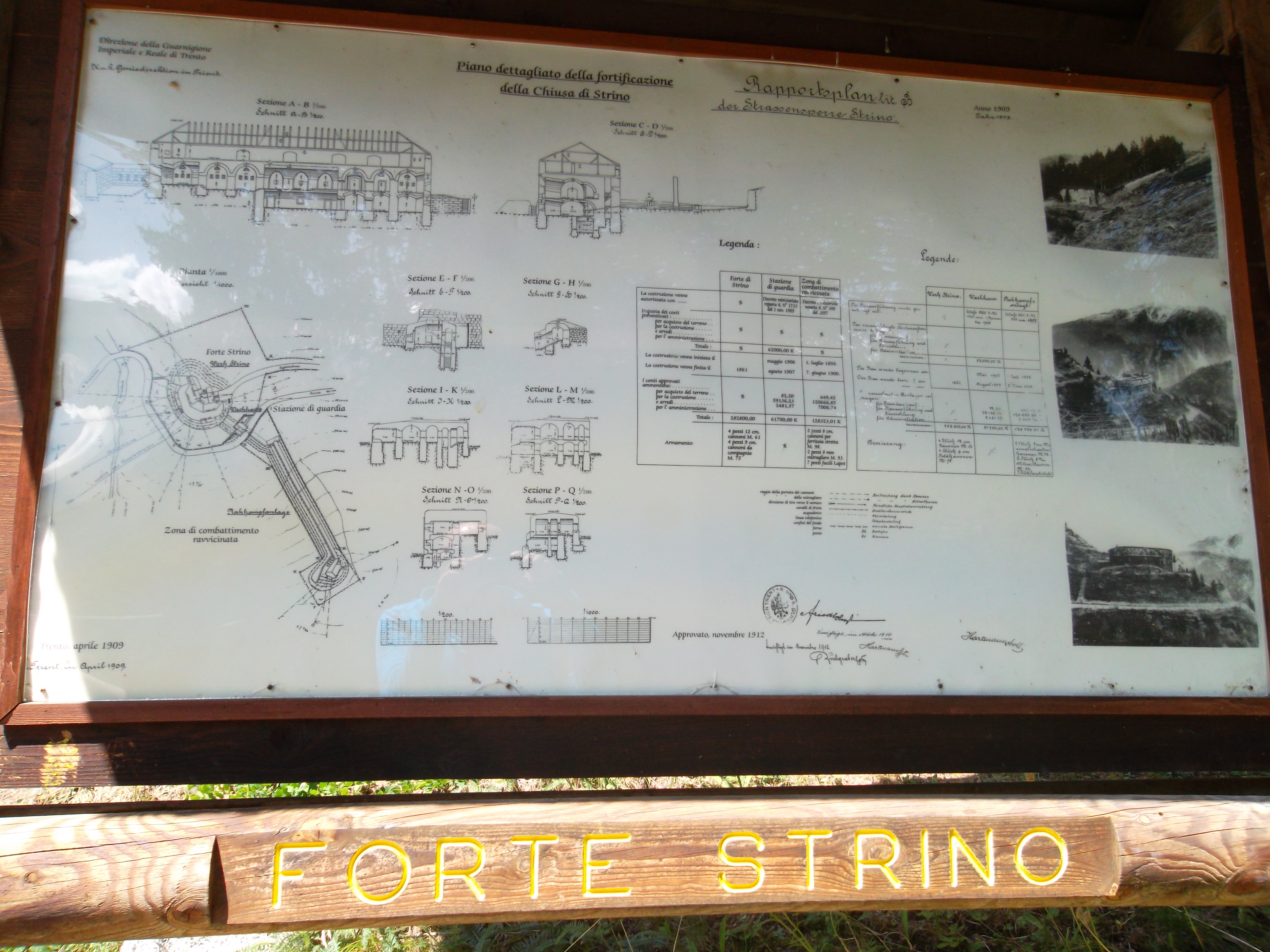
Piano dettagliato del forte - anno 1909 - 1912

La fortezza fu edificata tra l'anno 1860 e il 1861, a una quota di 1.538 m s.l.m. allo scopo di controllo e difesa dell'ultimo tratto della strada per il valico. La struttura ha una pianta a forma di semicerchio, articolata su due livelli. Nel primo livello presentava tre postazioni, mentre al secondo livello quattro, posizionate verso la strada del passo del Tonale e la val Vermiglio. Oltre alle camere di combattimento, il forte aveva una serie di feritoie per la difesa ravvicinata. La parte bassa del forte serviva anche da tagliata stradale (oggi parzialmente abbattuta per il passaggio della strada).

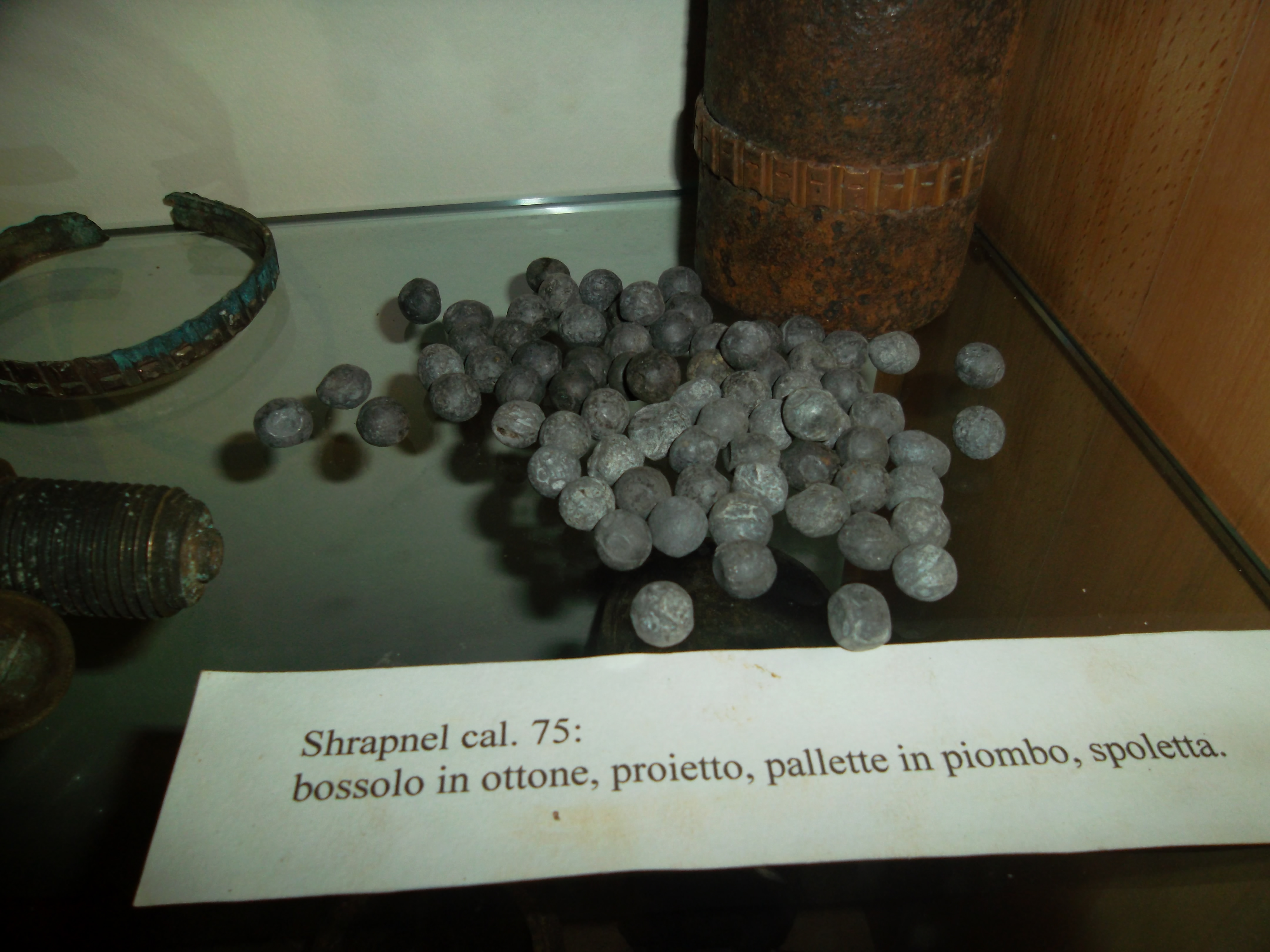
Shrapnel in parti visibile al museo di forte Strino

Nel 1891 venne costruito sotto al forte una seconda struttura fortificata, il forte Velon, una struttura di modeste dimensioni, con il quale era collegato attraverso una ripida scalinata lunga circa 140 m coperta a volta, la cosiddetta "caponiera".
Inoltre allo sbarramento vennero aggiunti le seguenti fortificazioni: a sud forte Presanella, e a nord il forte Mero e il forte Saccarana (anche conosciuto come forte Tonale).
Il forte completamente autosufficiente: era completo di acqua potabile, forno per il pane, infermeria, generatore di corrente elettrica, segnalatore ottico e telefono per collegarsi con gli altri forti e con le postazioni in prima linea o con la stazione centrale di Malé. Era inoltre presente una colombaia per custodire i corpi dei morti.
Soltanto a dopo la fine del conflitto si deve la parziale distruzione della fortezza, non quindi causata da eventi bellici, quanto ad una fase di depredazione del ferro e della pietra tagliata in granito che lo rivestiva.

## Storia recente

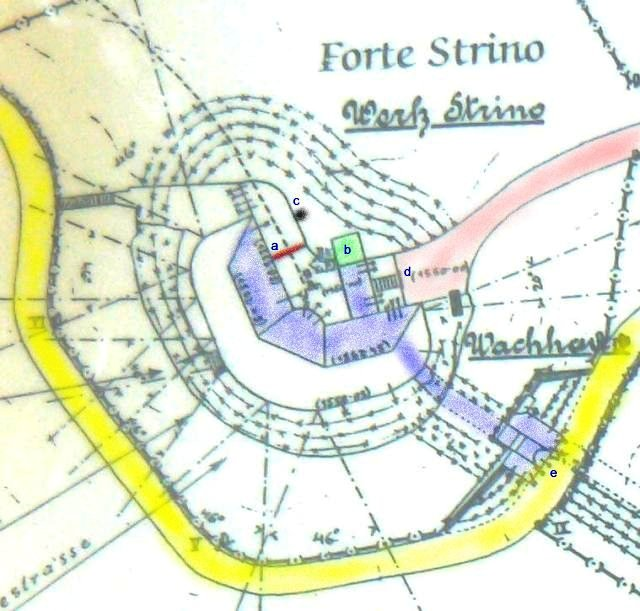
Mappa del forte. In giallo la strada

Il comune di Vermiglio, con la Provincia autonoma di Trento, visto il degrado, ne ha deciso e promosso il ripristino, consolidando le strutture, rimuovendo le macerie ed eliminando la fitta vegetazione che lo aveva ricoperto.
Il comando della fortezza era sottoposta al IX battaglione di Innsbruck, mentre la guarnigione era composta dai "cacciatori" provenienti da Rovereto e Pergine Valsugana.
Dopo un restauro dell'opera, nel 1997 si costituì il Comitato Forte Strino di Vermiglio, al quale l'amministrazione comunale ha delegato la creazione e la valorizzazione di uno spazio espositivo al Forte Strino.
Nel 2008 il comitato viene sostituito da un'associazione analoga, che garantisce visite guidate nei mesi estivi.

## Armamento
- 4 cannoni da 150 mm (in cannoniera)
- 2 cannoni da 80 mm (in casamatta)
- 4 mitragliatrici da 8 mm